# Santa María de Nava (Badajoz)
Santa María de Navas es una pedanía del municipio español de Montemolín, perteneciente a la provincia de Badajoz (comunidad autónoma de Extremadura).

## Situación
Se sitúa al sur de la provincia, al sur de Puebla del Maestre, cercano al límite provincial con Sevilla. Pertenece a la comarca de Tentudía y al Partido judicial de Zafra.

## Patrimonio
Iglesia parroquial católica bajo la advocación de Santa María, en la Archidiócesis de Mérida-Badajoz.